# 塞耶河畔阿邦库尔
塞耶河畔阿邦库尔（法語：Aboncourt-sur-Seille，法語發音：[abɔ̃kuʁ syʁ sɛj]）是法国摩泽尔省的一个市镇，属于萨尔堡-萨兰堡区。

## 地理
塞耶河畔阿邦库尔（48°48'59"N, 6°20'22"E）面积3.63 平方千米，位于法国大東部大區摩泽尔省，该省份为法国东北部内陆省份，是洛林的一部分，西南接默尔特-摩泽尔省，东临下莱茵省，北与卢森堡和德国接壤。
与塞耶河畔阿邦库尔接壤的市镇（或旧市镇、城区）包括：塞耶河畔贝、朗夫鲁瓦库尔、阿蒂隆库尔、比永库尔、雅洛库尔、马努埃。

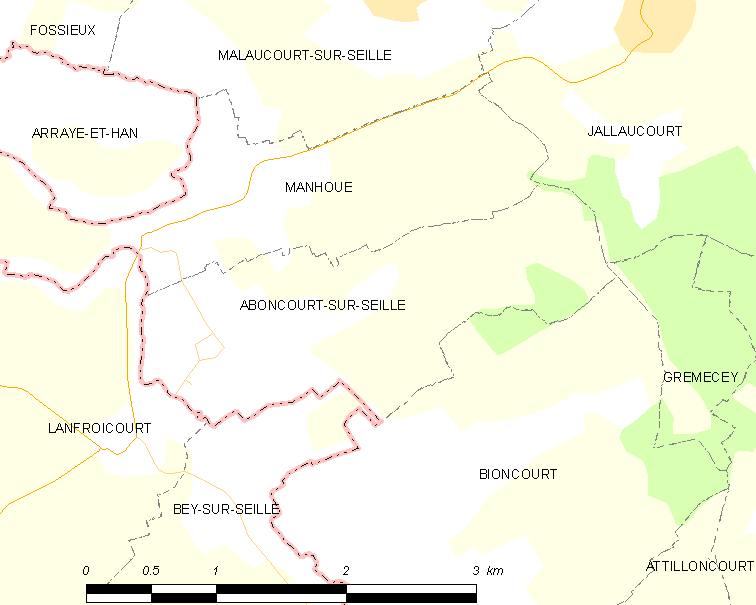
塞耶河畔阿邦库尔的OSM定位图

塞耶河畔阿邦库尔的时区为UTC+01:00、UTC+02:00（夏令时）。

## 行政
塞耶河畔阿邦库尔的邮政编码为57590，INSEE市镇编码为57002。

## 政治
塞耶河畔阿邦库尔所属的省级选区为索努瓦县。

## 人口

1962-2008年间塞耶河畔阿邦库尔人口变化图示

塞耶河畔阿邦库尔于2022年1月1日时的人口数量为66人。